# Безвременник киликийский
Безвременник киликийский (лат. Colchicum cilicicum) — вид травянистых ядовитых растений из рода Безвременник семейства Безвременниковые (Colchicaceae).

## Ботаническое описание
Многолетнее клубневое растение высотой от 10 до 28 см. Размер листьев 30–40 × 5,5–7 (редко 4–11,5) см. Листовые пластинки прямостоячие, эллиптические или ланцетные, тупые и появляются вскоре после цветения. Имеется от 3 до 25 цветков. На кончиках лепестков часто имеется лишь слабый шашечный узор. От бледно-пурпурных до тёмно-пурпурно-розовых, опушённые вдоль нитевидных протоков и размером от 50 до 75 (редко от 40) × 12–25 мм. Пыльники жёлтые. Стилет обычно длиннее, чем лепесток. Рыльца пунктированные и проходят менее чем на 1,5 мм вниз по стигмам.
Период цветения — с августа по сентябрь, редко до октября.
Число хромосом 2n = 54.

## Распространение и экология
Произрастает на юге Турции (за исключением востока), в Сирии и Ливане (то есть в древней Киликии, а также к западу и югу от неё) на каменистых склонах, по берегам ручьев, в дубовых и сосновых лесах, а также между известняковыми валунами на высоте от 35 до 1980 м.

## Использование
Используется как декоративное растение на газонах, опушках лесов и в бордюрах. Начало введения в культуру не позднее 1571 года. Синонимичный Colchicum tenorei получил награду Королевского садоводческого общества.